# Cantone di Saint-Sever-Calvados
Il Cantone di Saint-Sever-Calvados era una divisione amministrativa dell'arrondissement di Vire.
A seguito della riforma approvata con decreto del 17 febbraio 2014, che ha avuto attuazione dopo le elezioni dipartimentali del 2015, è stato soppresso.

## Composizione
Comprendeva i comuni di:
- Beaumesnil
- Campagnolles
- Champ-du-Boult
- Courson
- Fontenermont
- Le Gast
- Landelles-et-Coupigny
- Le Mesnil-Benoist
- Le Mesnil-Caussois
- Mesnil-Clinchamps
- Le Mesnil-Robert
- Pont-Bellanger
- Pont-Farcy
- Saint-Aubin-des-Bois
- Saint-Manvieu-Bocage
- Sainte-Marie-Outre-l'Eau
- Saint-Sever-Calvados
- Sept-Frères